# Montenegrinische Billie-Jean-King-Cup-Mannschaft
Die montenegrinische Billie-Jean-King-Cup-Mannschaft ist die Tennisnationalmannschaft von Montenegro, die im Billie Jean King Cup eingesetzt wird. Der Billie Jean King Cup (bis 1995 Federation Cup, 1996 bis 2020 Fed-Cup) ist der wichtigste Wettbewerb für Nationalmannschaften im Damentennis, analog dem Davis Cup bei den Herren.

## Geschichte
Erstmals am Billie Jean King Cup teilgenommen hat Montenegro 2010.

## Teamchefs (unvollständig)
- Ivan Nikolić

## Bekannte Spielerinnen der Mannschaft
- Danka Kovinić
- Vladica Babić
- Danica Krstajić
- Anja Drasković
- Divna Ratković
- Ana Radović
- Ana Veselinović